# Jens Zwitser
Jens Zwitser (Valkenburg, 1977) is een Nederlandse marathonschaatser wonende in Katwijk als elektricien. Hij is een broer van Ralf Zwitser, ook een marathonschaatser en ploeggenoot in team Husqvarna-Gardena. Hij verricht kopwerk op zowel kunstijs als natuurijs, maar hij prefereert natuurijs.
Zwitser behaalde meerdere overwinningen in het marathonschaatsen, maar zijn grootste zege boekte hij in 2012 op de Weissensee toen hij de Alternatieve Elfstedentocht (200 km) won. Tijdens de KPN Marathon Cup in Haarlem op 14 november 2015 eindigde de toen 38-jarige Zwitser op het podium achter winnaar Christiaan Grigoleit.

## Overwinningen
- 2007: Aart Koopmans Memorial
- 2012: Alternatieve Elfstedentocht

## Overige podiumplaatsen
- 2013: 2e Rechsensee